# Nacional de Clubes 1997
Il Nacional de Clubes 1997, quinta edizione del campionato argentino per club di rugby 15 è stato vinto per la prima volta da un club dell'"Interior", ossia non della capitale Buenos Aires, il Jockey Club Rosario.

## Primo preliminare
| 18/10/1997 | Duendes - Santa Fe RC                    | 54 - 15 |
| 18/10/1997 | Aguará de Formosa - Taragui RC           | 22 - 20 |
| 18/10/1997 | Estudiantes Paranà - Olivos              | 26 - 25 |
| 18/10/1997 | San Juan R.C. - Tala R.C.                | 21 - 42 |
| 18/10/1997 | Gimn. y Tiro Salta - Natación y Gimnasia | 39 - 31 |
| 18/10/1997 | Los Mihuras - Sporting Mar del Plata     | 17 - 48 |
| 18/10/1997 | San Jorge (Austral) - Patoruzu RC        | 19 - 22 |
| 18/10/1997 | Roca RC - Alumni                         | 23 - 61 |

| 18/10/1997 | SUM Jujuy - Tucuman RC                         | 19 - 41 |
| 18/10/1997 | Mar del Plata RC - Club Newman                 | 10 - 41 |
| 18/10/1997 | Jockey Club Cordoba - Mendoza RC               | 35 - 18 |
| 18/10/1997 | Old Lions Santiago - Universitario Salta       | 23 - 24 |
| 18/10/1997 | Marista - Univ. San Juan                       | 51 - 30 |
| 18/10/1997 | SD Bahia Blanca - C.U.B.A.                     | 38 - 44 |
| 18/10/1997 | Encarnacion - Sixty RC Resistencia             | 13 - 38 |
| 18/10/1997 | Universitario Santa Fe - Gymn. y Esgr. Rosario | 15 - 14 |

## Secondo preliminare
| 25/10/1997 | Duendes - Taragui RC                        | 35 - 20 |
| 25/10/1997 | Estudiantes Paranà - Tala R.C.              | 25 - 41 |
| 25/10/1997 | Gimn. y Tiro Salta - Sporting Mar del Plata | 21 - 23 |
| 25/10/1997 | Patoruzu RC - Alumni                        | 0 - 85  |

| 25/10/1997 | Tucuman RC - Club Newman                      | 20 - 33 |
| 25/10/1997 | Jockey Club Cordoba - Universitario Salta     | 14 - 17 |
| 25/10/1997 | Marista - C.U.B.A.                            | 29 - 32 |
| 25/10/1997 | Sixty RC Resistencia - Universitario Santa Fe | 24 - 53 |

## Ottavi di finale
| 2/11/1997 | Duendes - C.A. San Isidro                    | 42 - 37 |
| 2/11/1997 | Universitario Tucuman - Tala R.C.            | 19 - 16 |
| 2/11/1997 | Jockey Club Rosario - Sporting Mar del Plata | 66 - 34 |
| 2/11/1997 | San Isidro Club - Alumni                     | 30 - 8  |

| 2/11/1997 | Atlético del Rosario - Club Newman  | 25 - 30 |
| 2/11/1997 | Liceo Mendoza - Universitario Salta | 50 - 21 |
| 2/11/1997 | C.U.B.A. - Hindú Club               | 12 - 31 |
| 2/11/1997 | la Tablada - Universitario Santa Fe | 36 - 33 |

## Quarti di finale
| 9/11/1997 | Universitario Tucuman - Duendes       | 30 - 36 |
| 9/11/1997 | Jockey Club Rosario - San Isidro Club | 35 - 25 |

| 9/11/1997 | Club Newman - Liceo Mendoza | 30 - 20 |
| 9/11/1997 | Hindú Club - la Tablada     | 50 - 27 |

## Semifinali
| 15/11/1997 | Duendes - Jockey Club Rosario | 19 - 24 |
| 15/11/1997 | Club Newman - Hindú Club      | 8 - 25  |

## Finale
| 22/11/1997 | Jockey Club Rosario - Hindú Club | 24 - 14 |